# Каррильо, Хулиан
Хулиа́н Карри́льо Трухи́льо (исп. Julián Carrillo Trujillo; 28 января 1875, Ауалулько, штат Сан-Луис-Потоси — 9 сентября 1965, Мехико) — мексиканский композитор, скрипач, дирижёр и теоретик музыки, один из первых композиторов, систематически использовавших микроинтервалы. Отец ректора Мексиканского университета Набора Каррильо Флореса и министра иностранных дел Мексики Антонио Каррильо Флореса.

## Биография
Родился в семье индейцев-крестьян последним, 19-м ребёнком. По финансовым причинам не смог окончить школу, однако пел в церковном хоре своего городка и учился музыке у его руководителя. Сочинив для этого хора мессу, которая была с успехом исполнена, получил стипендию для занятий в Национальной консерватории Мексики. Здесь в 1899 году его игру на скрипке услышал руководитель страны, генерал Порфирио Диас, и субсидировал поездку молодого музыканта для обучения в Европу. Каррильо учился в Лейпцигской консерватории у Ганса Беккера (скрипка) и Саломона Ядассона (композиция), играл на скрипке как в оркестре консерватории, так и в Оркестре Гевандхауза. В Лейпциге были написаны первые значительные сочинения Каррильо — струнный секстет соль мажор (1900) и Первая симфония ре мажор (1901), исполненная консерваторским оркестром под управлением автора. Затем Каррильо продолжил своё обучение игре на скрипке в Гентской консерватории под руководством Альбера Зиммера.
Вернувшись в Мексику в 1904 году, Каррильо начал преподавать в Национальной консерватории целый ряд различных дисциплин, а в 1913—1914 гг. (и повторно в 1918—1922 гг.) возглавлял её. В 1918—1924 гг. он возглавлял Национальный оркестр Мексики. В 1925 г. произведения Каррильо были впервые исполнены в США Филадельфийским оркестром под управлением Леопольда Стоковского, вызвав восторженную реакцию: так, Ольга Самарофф писала, что исполненная оркестром Соната-фантазия Каррильо «открывает новую эру в мире западной музыки».
В 1956 году во Франции композитор был награждён Орденом Почётного легиона. В 1960-х гг. музыка Каррильо исполняется под управлением величайших дирижёров современности, а сам композитор не оставляет композиции и научной деятельности. В 1960 году он пишет «Атональный канон» для 64 голосов, в 1964 состоялась премьера его Концерта для скрипки № 1 в четвертитонах, написанного в 1949.
Скончался композитор 9 сентября 1965 года в Мехико, похоронен в Ротонде выдающихся деятелей Пантеона Долорес.

## Sonido 13
В 1895-1900 гг., экспериментируя со скрипкой, он пишет исследовательскую работу, названную «Теорией тринадцатого звука» (Sonido 13). Композитор посвящает себя исследованию звуков интервалов меньше, чем размер полутона 12-тоновой хроматической системы.
Теория Каррильо предполагает то, что звукоряд может быть разделён на бесконечное число интервалов, насколько это возможно. В своей системе он выделяет трететоны, четвертитоны, шестинатоны и т.д. Помимо этого, композитор вводит цифровые обозначения двенадцати нот звукоряда в качестве образовательной методики обучения сольфеджио и композиции (0, начиная с до).
В 1930 году Каррильо создаёт Симфонический оркестр «тринадцатого звука», куда входят инструменты, каждый из которых приспособлен под исполнение микрохроматических нот (в частности получившая распространение микрохроматическая арфа).
В 1933 году состоялась премьера одного из самых известных сочинений композитора – «Прелюдии Колону» для сопрано, флейты, двух скрипок, альта, виолончели, гитары и микротоновой арфы. По сути, это было первой основательной демонстрацией достижений Каррильо в области микрохроматики. В том же году город Ауалулко переименовывается в Ауалулко де Сонидо 13.
В 1940 году Каррильо изобретает и патентует пятнадцать метаморфических фортепиано для исполнения микрохроматических сочинений (по разным системам деления). В 1950 году он был номинирован за это и последующие исследования в этой области на Нобелевскую премию по физике. В 1958 году композитор встретился на Международном музыкальном конгрессе в Париже с А. Хабой и И.А. Вышнеградским.